# Olchowatka (rejon olchowacki)
Olchowatka (ros. Ольховатка) – osiedle typu miejskiego w Rosji, w obwodzie woroneskim, ośrodek administracyjny rejonu olchowackiego. W 2010 liczyło 3806 mieszkańców.